# Ion Mihai Pacepa
Ion Mihai Pacepa (Bucarest, 28 d'octubre de 1928 - Nova Jersey, 14 de febrer de 2021) va ser un general romanès de la Securitate, el Departament de Seguretat de l'Estat de la República Socialista de Romania, que va desertar als Estats Units d'Amèrica el juliol de 1978 després de l'aprovació de la seva petició per asil polític pel president Jimmy Carter. Va ser el desertor de més alt rang de l'antic bloc de l'Est i va escriure llibres i articles sobre el funcionament intern dels serveis d'intel·ligència comunistes. Les seves obres més conegudes són els llibres Red Horizons i Disinformation.
En el moment de la deserció, Pacepa tenia simultàniament el rang d'assessor del president Nicolae Ceaușescu, cap en funcions del servei d'intel·ligència exterior de la Securitate, i subsecretari parlamentari al Ministeri de l'Interior de Romania.
Posteriorment a la deserció, va treballar amb l'Agència Central d'Intel·ligència nord-americana en operacions contra l'antic bloc de l'Est. La CIA va descriure la seva cooperació com "una contribució important i única als Estats Units".

## Biografia
Nascut a Bucarest el 1928, Ion Mihai Pacepa va estudiar química industrial a la Universitat Politècnica de Bucarest del 1947 al 1951, però pocs mesos abans de graduar-se, va ser designat per la Securitate i va obtenir el seu títol d'enginyer només quatre anys més tard. Va ser destinat a la Direcció de Contrasabotatge de la Securitate. El 1955, va ser traslladat a la Direcció d'Intel·ligència Exterior.
El 1957, Pacepa va ser nomenat cap de l'estació d'intel·ligència romanesa a Frankfurt, República Federal Alemanya, on va servir durant dos anys. L'octubre de 1959, el ministre de l'Interior Alexandru Drăghici el va nomenar cap del nou departament d'espionatge industrial de Romania, l'S&T (abreviatura de Știință și Tehnologie, que significa "Ciència i Tecnologia" en romanès) de la Direcció I. Va ser el cap de la indústria romanesa. L'espionatge, que va gestionar fins que va desertar el 1978. Pacepa va afirmar que estava implicat en l'establiment de la indústria de l'automòbil de Romania, i en el desenvolupament de les indústries de microelectrònica, polímers i antibiòtiques.
De 1972 a 1978, Pacepa també va ser l'assessor del president Nicolae Ceaușescu per al desenvolupament industrial i tecnològic i el subcap del servei d'intel·ligència exterior romanès.

## Deserció
Pacepa va desertar el juliol de 1978 entrant a l'ambaixada dels Estats Units d'Amèrica a Bonn, RFA, on Ceaușescu l'havia enviat amb un missatge pel canceller alemany Helmut Schmidt. Va ser traslladat en secret a la base de la força aèria d'Andrews prop de Washington, DC, en una aeronau militar dels Estats Units.
En una carta a la seva filla Dana, publicada al diari francès Le Monde el 1980 i retransmesa diverses vegades per Radio Liberty, Pacepa explicava el motiu de la deserció: "El 1978 vaig rebre l'ordre d'organitzar l'assassinat de Noël Bernard, el director del programa romanès de Radio Liberty que havia enfadat a Ceaușescu amb els seus comentaris. Va ser a finals de juliol quan vaig rebre aquesta ordre, i quan finalment vaig haver de decidir entre ser un bon pare i ser un criminal polític. Coneixent-te, Dana, jo estava fermament convençut que preferiries com a pare a algú que no fos un assassí."
Noël Bernard va morir el 1981 de càncer. La seva dona, Ioana Măgură Bernard, va suggerir que havia estat irradiat per la Securitate. També va relacionar la mort de Bernard amb la d'altres periodistes també de Radio Liberty com Cornel Chiriac (mort per apunyalament), així com Emil Georgescu i Vlad Georgescu, tots dos morts també de càncer. Segons l'esposa de Bernard, l'expedient de la Securitate de Noël havia adjuntat un article d'una revista que parla de l'operació de Noël, amb una nota que argumenta que l'article confirma que "les mesures que hem pres comencen a tenir efecte". Pacepa va afirmar més tard que la Securitate va utilitzar una suposada arma radiològica anomenada Radu contra dissidents i crítics. Segons Pacepa, "Radu" era un nom romanès utilitzat com a referència a la "radiació", amb la intenció d'induir al càncer i provocar la mort al cap d'uns mesos després de l'exposició.

## Televisió
El maig de 2023, HBO va emetre una sèrie de televisió anomenada Spy/Master inspirada en la història de la seva deserció a finals dels anys setanta. Els esdeveniments estan molt dramatitzats i s'han canviat molts noms de personatges (inclòs el de Pacepa que està representat per un personatge anomenat Victor Godeanu). La sèrie compta amb un repartiment multinacional amb els diàlegs originals gravats en gran part en romanès però també anglès, alemany o rus.